# Ames (Lupal)
Ames (Amis) ist ein osttimoresischer Ort im Suco Lupal (Verwaltungsamt Lolotoe, Gemeinde Bobonaro).
Das Dorf liegt im Westen der Aldeia Lupaltaz, auf einer Meereshöhe von 616 m. Eine unbefestigte Piste führt durch Ames. Östlich liegt an ihr das Dorf Tapo, mit dem Sitz der Aldeia. Im Südwesten verbindet die Piste Ames mit dem Nachbardorf Raimea im Suco Opa. Nach Norden steigt das Land an zu einem Höhenzug, mit den Gipfeln des Tulo (1285 m), des Lolo Penel (1261 m) und des Tefawa (1275 m). Südlich liegen der der Lolo Beleasu (764 m) und der Sulogup (797 m). Alle Gipfel befinden sich auf dem Gebiet des Sucos Opa.
In Ames befinden sich der Sitz des Sucos Lupal und eine Grundschule.